# I'll Be Missing You
I'll Be Missing You est une chanson de Puff Daddy et Faith Evans en featuring avec le groupe 112.
Elle est issue de l'album No Way Out (1997).
Le single est un hommage au rappeur The Notorious B.I.G..
I'll Be Missing You sample la chanson Every Breath You Take (1983) de The Police et I'll Fly Away d'Albert E. Brumley (en).
La chanson a atteint la 1re place de nombreux hit-parades nationaux au point de devenir l'un des singles les plus vendus.
En 1998, le titre I'll Be Missing You a reçu le Grammy Award de la « meilleure performance par un duo ou un groupe ».
Le clip vidéo est réalisé par Hype Williams à Chicago.